# 고창중학교 (경기)
고창중학교는 대한민국 경기도 김포시 장기동에 있는 공립 중학교이다.

## 학교 연혁
- 2008년 1월 7일 : 고창중학교 설립인가(24학급)
- 2008년 3월 1일 : 초대 김용옥 교장 취임
- 2008년 3월 3일 : 제1회 입학식(1학급 19명)
- 2008년 9월 1일 : 교내 급식소 및 교내 도서관(글마루) 개관
- 2009년 1월 24일 : 교훈석 설치
- 2009년 2월 13일 : 제1회 졸업장 수여식(30명)
- 2015년 10월 15일 : 운동장 인조잔디구장 설치(2,590m2)
- 2021년 3월 1일 : 제6대 서명규 교장 취임
- 2024년 1월 5일 : 제16회 졸업(9학급 303명)
- 2024년 3월 4일 : 제17회 입학(9학급 324명)

## 참고 자료
- 고창중학교 - 한국교육학술정보원 학교알리미